# Dysschema pagasa
Dysschema pagasa är en fjärilsart som beskrevs av Paul Dognin 1919. Dysschema pagasa ingår i släktet Dysschema och familjen björnspinnare. Inga underarter finns listade i Catalogue of Life.